# Florentin Pandele
Florentin-Costel Pandele (* 3. April 1961 in Petrăchioaia) ist ein rumänischer Politiker.
Er absolvierte 1984 das Marineinstitut in Constanța und war danach Handelsmarine-Offizier bei IEFM Navrom. Ab 1990 war Pandele bei der britischen Fährgesellschaft Sally Line und ab 1994 als Kapitän bei Dart Line. 1997 kehrte er nach Rumänien zurück und wurde stellvertretender Direktor des Verbraucherschutzbüros in Bukarest und ein Jahr später Direktor des Verbraucherschutzbüros vom Kreis Ilfov.
Seit 1990 war Pandele Mitglied vom Partidul Național Liberal (PNL). Er kandidierte 2000 für das Bürgermeisteramt von Voluntari und wurde im zweiten Wahlgang gewählt. 2004 wechselte er zum Partidul Social Democrat (PSD) und wurde im ersten Wahlgang als Bürgermeister wiedergewählt, ebenso im Jahr 2008. 2010 schloss er sich der neu gegründeten Uniunea Națională pentru Progresul României (UNPR) an und wurde aus dem PSD ausgeschlossen, 2012 aber wiederaufgenommen und erneut zum Bürgermeister gewählt. 2016 schloss ihn der PSD erneut aus und Pandele gewann seine fünfte Wahl als unabhängiger Kandidat.
Pandele erwarb 2007 an der Polizeiakademie „Alexandru Ioan Cuza“ (Bukarest) einen Doktortitel. Einen weiteren Doktor erhielt er 2008 an der Nationaluniversität der Verteidigung „Carol I“ (Bukarest). Dieser Titel wurde ihm 2016 wegen Plagiats entzogen.
Florentin Pandele hat aus erster Ehe zwei Kinder. 2010 heiratete er Gabriela Firea, mit der er 2012 und 2015 zwei weitere Kinder bekam. Firea wurde 2016 zur Bürgermeisterin von Bukarest gewählt.